# Топірамат
Топірамат — протиепілептичний лікарський засіб. Застосовується також у лікуванні мігрені, у комбінації з фентіраміном — як препарат для зниження ваги. За структурою є сульфамат-заміщеним моносахаридом.

## Механізм дії
Блокує потенціалзалежні Na+-канали, також діє на Ca2+-канали L-типу. Потенціює інгібуючий вплив ГАМК, при цьому діє на ділянку рецептору ГАМК, відмінну від місця дії барбітуратів і бензодіазепінів. Також має супресивний вплив на глутаматні АМРА-рецептори. Така багатопланова дія препарату може пояснюватися його первинною дією не на рецептори, а на протеїнові кінази, що фосфорилюють ліганд-залежні та потенціал-залежні канали.

## Побічна дія
Найчастішими побічними ефектами препарату є сонливість, втрата ваги, загальне нездужання. Може потенціювати розвиток нефролітіазу через антикарбоангідразну активніть.